# Frank Sullivan
Francis Gerald „Frank“ Sullivan (26. července 1898, Toronto, Ontario, Kanada – 8. ledna 1989, Toronto) byl kanadský hokejový útočník.
V roce 1928 byl členem Kanadského hokejového týmu, který získal zlatou medaili na zimních olympijských hrách.

## Reprezentační statistiky
| 1928 | Kanada | OH | 3 | 2 | 0 | 2 | — |